# Hackney Wick
Hackney Wick (nota anche come the Wick, il Wick) è un quartiere situato a cavallo del confine del borgo londinese di Hackney e di Tower Hamlets, a 8 km a nord est di Charing Cross.
Si trova nell'estremità orientale del borgo di Hackney, a est di Hackney Central e a sud delle marcite di Hackney.
La parte più orientale del quartiere, al di là del fiume Lea (che è storicamente il confine tra Middlesex ed Essex) è inclusa nel Parco Olimpico.

## Storia

### Tempi antichi
Nell'età romana, il delta tidale del fiume Lea, che era più largo e scorreva più rapidamente rispetto ad oggi, si estendeva fino a Hackney Wick.
Nell'894, un gruppo di vichinghi risalirono il fiume verso Hertford; Alfredo il Grande vide questa come un'occasione per sconfiggere i vichinghi e, dunque, ordinò che i canali artificiali della parte più a valle del fiume, a Leamouth, venissero drenati: questo avrebbe lasciato le navi vichinghe arenate, ma avrebbe aumentato il flusso d'acqua del fiume e avrebbe causato lo spostamento del delta tidale verso valle, nella zona di Old Ford.
Prima dei tempi moderni, Hackney Wick era una area soggetta periodicamente ad alluvioni e allagamenti: la costruzione di canali e canali scolmatori lungo il percorso del Lea, ha alleviato il rischio di cui soffriva e permettendo, di conseguenza, lo sviluppo dell'area.
Prima della costruzione di questi canali, le marcite che si formavano a seguito delle alluvioni erano ampiamente utilizzate per il pascolo di bovini.

### Storia industriale
Durante gli anni del XIX e i primi del XX secolo, il Wick era una florida, densamente popolata zona industriale.
Quando, negli anni 90 del XIX secolo, il filantropo Charles Booth conduceva la sua ricerca riguardo alla povertà in cui varie zone di Londra vessavano, egli notò che Hackney Wick, fra i fumi nocivi delle fabbriche e il rumore, era una delle aree di ridotta povertà: secondo questa indagine, le strade a sud della ferrovia (come la Wansbeck Road e la Rothbury Road) erano un misto di ricchezza e povertà; la Kelday Road sembrava essere una zona di relativa ricchezza, in cui risiedevano individui appartenenti alla classe media; solamente la zona a nord della ferrovia e le traverse laterali della Wick Road (come la Chapman Road, Felstead Street e la Percy Terrace), erano descritte come "molto povere, con cronica mancanza".

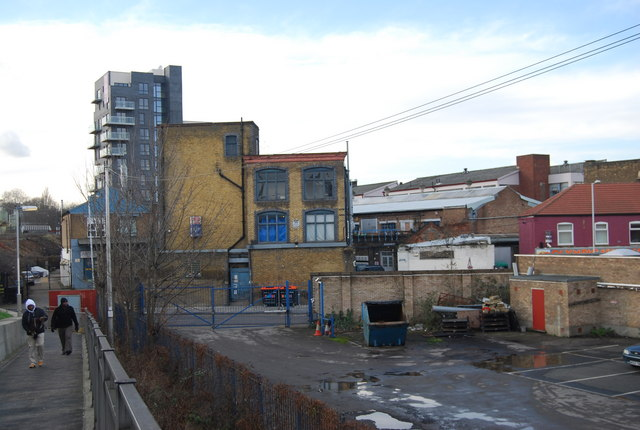
La zona industriale del Wick nel 2009

La prima vera plastica sintetica, la parchesina, inventata da Alexander Parkes, è stata prodotta a Hackney Wick, dalla compagnia di Parker, dal 1866 al 1968. La compagnia è, tuttavia, fallita a causa degli elevati costi di produzione.
Al contrario, la gommalacca venne continuata ad essere prodotta dalla fabbrica della Lea Works by A.F. Suter and Co. che si trovava agli Victory Works (la zona industriale a sud del Wick) per parecchi anni, prima che questo stabilimento si trasferisse nella vicina Bow.
Per molti anni, Hackney Wick è stata anche la sede della raffineria Carless, Capel & Leonard, al quale viene attribuita l'introduzione del termine "petrolio" negli anni novanta del XIX secolo.
Anche l'industria dolciaria Clarnico ha avuto sede a Hackney Wick dal 1879 fino al 1946. Nel periodo successivo alla seconda guerra mondiale, la Clarnico era la più grande industria dolciaria britannica. Lo stabilimento di Hackney Wick venne chiuso per esserne aperto uno nuovo sull'altra sponda del fiume Lea, lungo la Waterden Road, dove sopravvisse per 20 anni, prima della cessione alla Trebor Bassett.
Nonostante sia stata ceduta, il nome di questa industria è ancora in uso per le caramelle alla menta note come Clarnico Mint Creams.

### "Omicidio ferroviario"[6]
Ad Hackney Wick si trova la stazione nota per la scena del crimine del primo omicidio compiuto su un treno in Inghilterra.
Nella tarda serata del 9 luglio del 1864, la vittima, Thomas Briggs, residente a Clapton, di ritorno da una cena con la nipote, è stata ritrovata in fin di vita da due impiegati ferroviari sul treno tra la stazione di Bow e quella del Wick. Non vi era traccia, tuttavia dell'attentatore, Franz Muller, che, riuscito a scappare dal treno senza essere notato, era tornato nel suo alloggio a Bow.
Giunta la polizia, Briggs venne portato inizialmente nel pub Mitford Castle di Hackney Wick, dove un dottore gli diagnosticò, insieme ad un gran numero di gravi ferite, anche una trauma cranico. Briggs morì la sera successiva l'assalto.

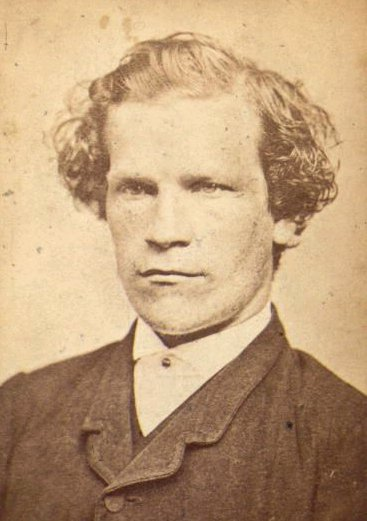
L'assassino, Franz Muller

Durante le investigazioni, risultò chiaro alla polizia che il delitto era stato effettuato con lo scopo di furto: i conoscenti della vittima, infatti, informarono l'ispettore capo incaricato, che la sera dell'omicidio, Briggs indossava occhiali d'oro e aveva un orologio da tasca, anch'esso d'oro, nel panciotto. Sia gli occhiali che l'orologio mancavano sulla scena del crimine.
A causa della natura degli oggetti scomparsi, la polizia concentrò la sua attenzione sul commercio di gioielli e materiali preziosi di Londra. Vengono ritrovati nella carrozza anche altri oggetti tra cui un bastone della vecchiaia e una borsa di cuoio (identificati dalla polizia come proprietà di Briggs) e un cappello nero.
Giorni dopo l'assassinio, un gioielliere della City, rivela alla polizia di aver scambiato una catena d'oro a un cliente, di cui da la descrizione dettagliata, per un orologio d'oro. Il gioielliere è certo che l'assassino non fosse inglese, perché l'accento gli sembrava essere quello tedesco.
La maggiore svolta nell'investigazione dell'omicidio ferroviario arriva il 18 luglio, quando un cocchiere rivela alla polizia che la sua figlia maggiore si sarebbe dovuta sposare con un giovane uomo di nome Franz Muller.
Il cocchiere rivela che il regalo di Muller alla figlia del cocchiere era una catena d'oro che si trovava all'interno di una scatoletta riportante il nome del gioielliere; egli rivela anche che Muller possedeva un cappello nero e che sarebbe partito il giorno successivo per New York.
L'arresto non è potuto avvenire, tuttavia, perché Muller aveva lasciato Londra alla volta di Liverpool, da dove sarebbe salpato sulla nave "Victoria" per raggiungere l'America, dove si riteneva al sicuro dal suo arresto.
Invece, al suo arrivo a New York, la polizia britannica aveva informato quella americana del suo arrivo e aveva chiesto l'arresto e l'estradizione: all'arrivo al porto di New York, Franz Muller viene arrestato ed estradato successivamente in Inghilterra, dove ha scontato la sua pena nel carcere di Newgate.

## Il presente
Nel recente periodo post-industriale, Hackney Wick ha perso la maggior parte delle industrie presenti precedentemente, e la popolazione è drammaticamente crollata.

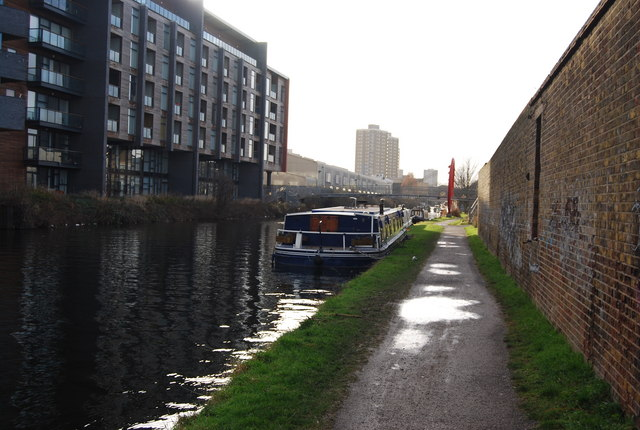
Hertford Union Canal a Hackney Wick

Rimane molto poco della composizione delle strade tra l'Hertford Union Canal e l'Eastway, o il grande numero delle tipiche case a schiera. Molti toponimi delle strade sono anche andati perduti a seguito di successivi sviluppi.
Parte del Wick è stata sviluppata negli anni 60 per creare il Trowbridge Estate, che è un complesso di case popolari, appartenenti al consiglio della Grande Londra, composto da condomini di pochi piani ai piedi di sette condomini di 21. Le condizioni di questo complesso popolare continuavano a peggiorare e, nonostante diversi sono stati i tentativi per rinnovare e migliorare i condomini, la maggior parte del complesso è stato demolito e sostituito da edilizia ordinaria tra il 1985 e il 1996.
L'artista Rachel Whiteread ha prodotto una serigrafia di fotografie dell'ex-complesso popolare. Questa serigrafia, intitolata Demolished ("demolito" in italiano) è parte della collezione del Tate Gallery.

## Cultura

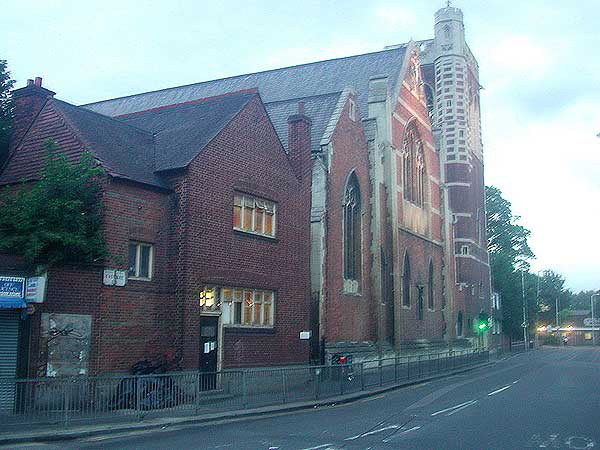
Eton Mission Church, sede del 59 Club

L'area ha avuto benefici non soltanto dal rinnovamento dovuto alle olimpiadi, ma anche dal fatto che la comunità artistica londinese sia sempre di più costretta a lasciare i vecchi magazzini e le zone industriali nella zona meridionale del borgo di Hackney e nel borgo di Tower Hamlets a causa dell'aumento degli affitti. Hackney Wick, che offre affitti più abbordabili (anche se a causa delle olimpiadi, tra il 2011 e il 2012 gli affitti sono aumentati anche nel quartiere) è dunque diventata una meta per gli artisti di Londra.
Diverse società di artisti, come Mother Studios, Elevator Gallery e Decima Gallery hanno ora una sede al Wick.
Il festival d'arte Hackney Wicked (wicked in inglese significa "figo", "strepitoso") viene ospitato nel quartiere a partire dal 2008.
Il noto 59 Club per i motociclisti è stato fondato nella Eton Mission Church (dove ha tuttora sede) nel 1959.

## Infrastrutture e trasporti

### Ferrovie

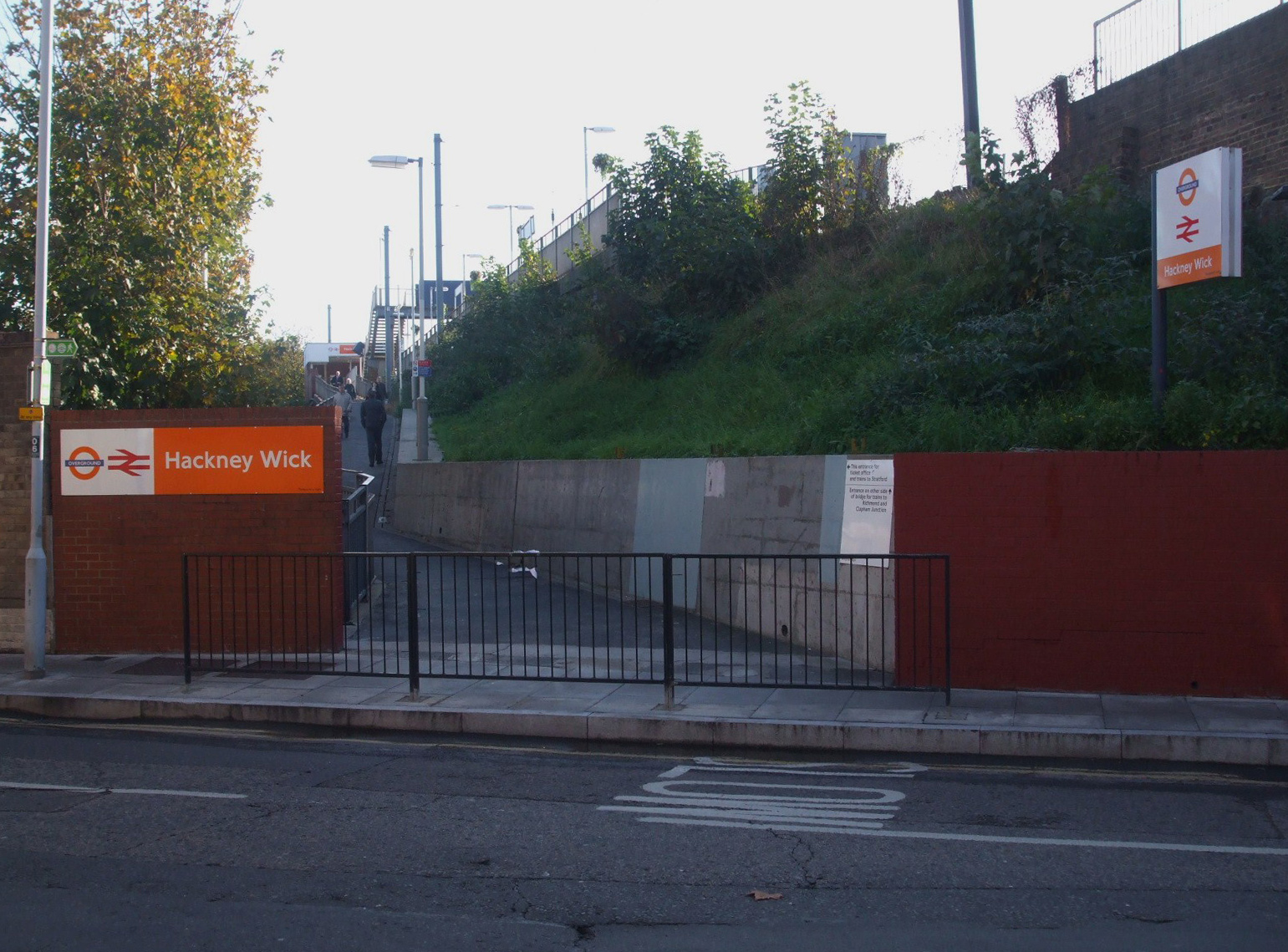
Entrata della stazione di Hackney Wick

Il quartiere è servito dalla stazione di Hackney Wick, costruita nel 1854, lungo la North London Line, che collega Stratford con Richmond.
Fino al 1943 (e fino agli anni ottanta, solamente per le merci), Hackney Wick era servita anche dalla stazione di Victoria Park che si trovava lungo la linea .
Questa stazione, che si trovava nelle vicinanze del bivio tra la North London-Poplar line e la Poplar-Stratford line, era stata aperta nel 1866 per rimpiazzare la vecchia stazione di Victoria Park (che aveva avuto vita breve, siccome era stata aperta solamente 10 anni prima).
Non rimane più traccia di nessuna di queste stazione: la più antica si trovava dove adesso scorre la Wick Road, mentre la più nuova si trovava dove adesso scorre la superstrada A12.

### Autobus
Prima della apertura della stazione ferroviaria, il servizio di autobus era di vitale importanza per Hackney Wick, sia come posto di lavoro che di residenza.
Lungo la Eastway, dove ora si trova il parcheggio degli autobus, si trovava un'autostazione che era il capolinea di diverse linee tra cui la 6 (che portava a Kental Rise) e la 30 (che portava a Roehampton).
Successive modificazioni della rete hanno riguardato il Wick.
Hackney Wick rimane un fulcro per i trasporti pubblici locali, con diverse linee che attraversano o hanno il capolinea nel quartiere:

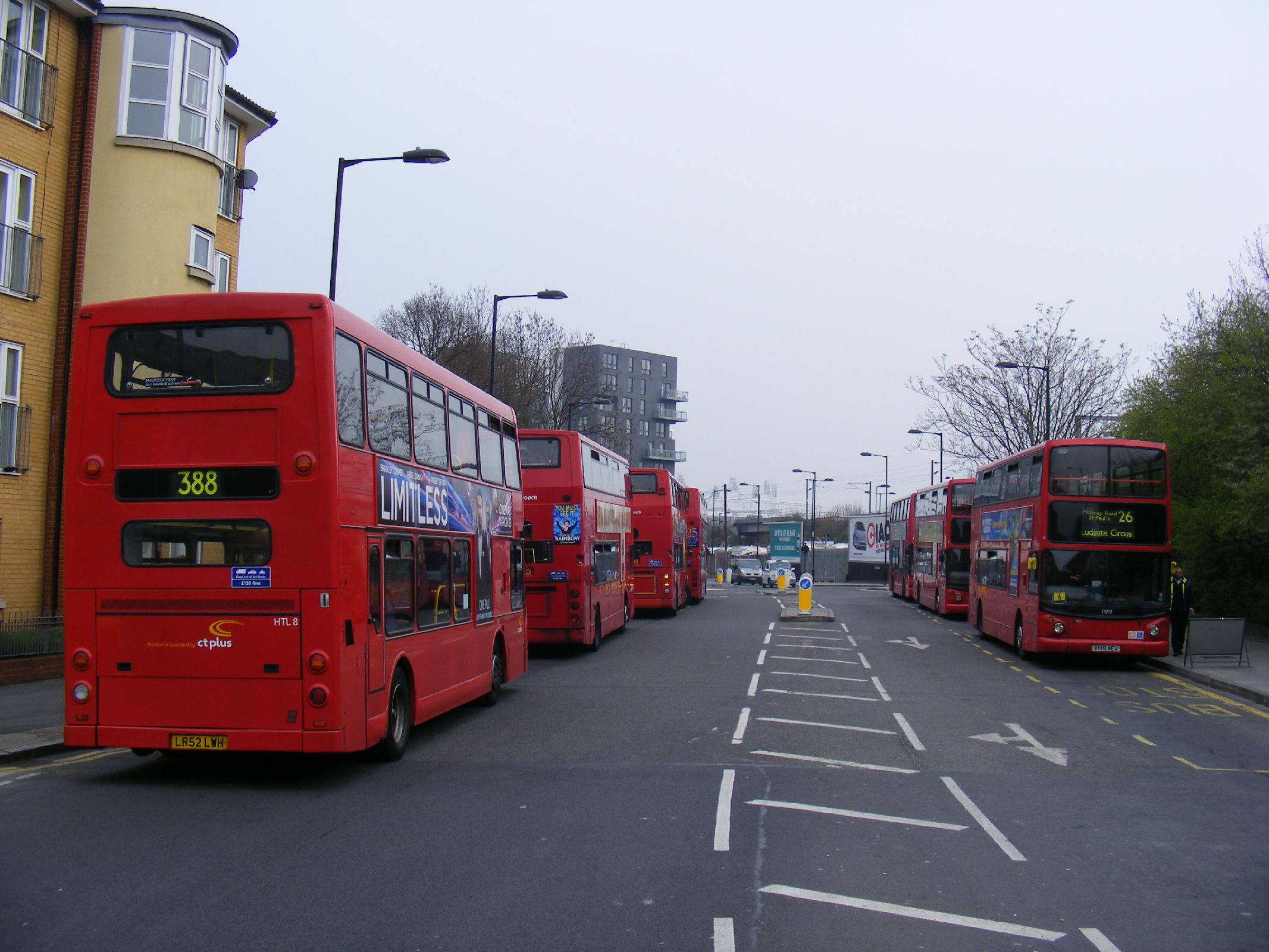
Autobus in sosta lungo la Eastway

- la 26 per Waterloo, coinvolta nell'attacco terroristico del 21 luglio 2005;
- la 30 per Marble Arch, coinvolta nell'attacco terroristico del 7 luglio 2005;
- la 236 per Finsbury Park;
- la 276 che collega Stoke Newington al Newham Hospital (precedentemente questa linea aveva come capolinea Stratford, Carpenters Road);
- la 338 che collega Stratford a Blackfriars (fino a dicembre del 2013, il capolinea orientale di tale linea era Hackney Wick, lungo la Eastway);
- la 488 che collega Clapton Pond a Bromley-by-Bow.

La linea N26 (Trafalgar Square - Chingford) e la linea 236 (che è un servizio h24) servono Hackney Wick di notte.
A seguito dell'introduzione della Congestion charge zone nel centro di Londra, le linee 26 e 30 sono state potenziate.

### Rete ciclopedonale
Hackney Wick si trova lungo il percorso ciclopedonale chiamato Capital Ring.
Le alzaie dei canali sono spesso incluse in altri percorsi ciclabili e pedonali: per esempio, il Hertford Union Canal è accessibile dalla Wick Road, vicino al St Marks Gate. Da qui, procedendo verso est si l'alzaia continua ininterrottamente fino al Hertfordshire, mentre, procedendo verso ovest, si raggiunge l'alzaia del Regent's Canal (le cui alzaia portano, a loro volta a Limehouse, verso sud, e a Islington, verso nord-ovest).